# Андре Арменго
Проф. Андре Арменго (на френски: André Armengaud) е френски историк и демограф, специалист по историческа демография. Президент на Обществото за историческа демография (на френски: Société de démographie historique).

## Биография
Роден е на 28 октомври 1920 г. в град Кастър, Южна Франция. Завършва лицея „Жан Жорес“ в родния си град, след което получава висше образование в Тулузкия университет и Сорбоната. През 1945 г. защитава дисертационен труд със заглавие „Населението на Източна Аквитания (1845 – 1871)“ (на френски: Les populations de l'est aquitain (1845 – 1871)). Впоследствие води лекции в Дижонския и Тулузкия университет. През 1962 г. става един от основателите на Обществото за историческа демография, като е избран за секретар, а в периода 1973 – 1977 г. е негов президент. В периода 1976 – 1980 г. излиза капиталният труд „Икономическа и социална история на Франция“ (на френски: Histoire économique et sociale de la France), под общата редакция на Фернан Бродел и Ернест Лабрус, В него Андре Арменго е автор на демографската част. Умира на 5 май 1980 г.

## Трудове
- Les populations de l'Est-Aquitain au début de l'époque contemporaine; recherches sur une région moins développée (vers 1845-vers1871), Paris, Mouton. 1961.
- Demographie et societes, Paris, Stock. 1966.
- L'opinion publique en France et la crise nationale allemande en 1866, Paris, Les Belles Lettres. 1962.
- Histoire générale de la Population mondiale, Paris, Montchrestien. 1968, 709 p. (съвместно с Марсел Ренар и Жак Дюпаке)
- Histoire d'Occitanie, Paris, Hachette. 1979. ISBN 978-2-01-006039-7 (съавтор)
- La population française au XIXe siècle, Paris, Presses universitaires de France. 1971.
- La famille et l'enfant en France et en Angleterre du XVIe au XVIIIe siècle: aspects démographiques, Paris, Société d'édition d'enseignement supérieur. 1975.
- Histoire économique et sociale de la France. IV,1 – 2, Années 1880 – 1950. La croissance industrielle. Le temps des guerres mondiales et de la Grande Crise, Paris, Presses universitaires de France. 1979. (съавтор на Фернан Бродел и Ернест Лабрус)
- Vabre, village d'Occitanie, Valderiès, Vent terral. 1986.
- La Population française au XXe siècle, Presses Universitaires de France, 1988. ISBN 978-2-13-041849-8 (съавтор)